# Claudio Cipolla
Claudio Cipolla (ur. 11 lutego 1955 w Goito) – włoski duchowny katolicki, biskup Padwy od 2015.

## Życiorys
Święcenia kapłańskie otrzymał 24 maja 1980 i inkardynowany został do diecezji Mantui. Pracował głównie jako duszpasterz parafialny, był także m.in. dyrektorem diecezjalnej Caritas oraz wikariuszem biskupim.
18 lipca 2015 papież Franciszek mianował go ordynariuszem diecezji Padwa. Sakry udzielił mu 27 września 2015 biskup Roberto Busti.